# Verkleurende kamrussula
De verkleurende kamrussula (Russula insignis) is een paddenstoel uit de familie Russulaceae. Hij komt doorgaans in groepen voor bij eik, maar kan ook voorkomen bij andere loofbomen. Hij komt voor in lanen en bossen op enigszins kalkhoudend of lemig zand en klei.

## Kenmerken

### Uiterlijke kenmerken
Hoed
De hoed is 4 tot 8 cm in diameter. Als het jong is hij halfbol en wordt vrij snel vlak. De kleur is donkergrijs in het centrum en aan de rand crèmegeel. De hoedhuid is aftrekbaar tot 1/3 of 1/2 van de hoeddiameter.
Lamellen
De lamellen zijn jong wit en worden later crème met bruine vlekjes.
Steel
De korte steel is aan de basis meestal geel en meet 3-5 x 1 - 1,5 cm.
Vlees
De FeSO4-reactie is positief, het vruchtvlees wordt dan bleek oranjeroze. Met guajak wordt het vlees blauwgroen en met fenol wijnrood. De steelbasis wordt oranjerood met KOH.
Geur en smaak
De geur is fruitig en de smaak is mild.
Sporenprint
De sporenprint is creme (IIa-b volgens Romagnesi).

### Microscopische kenmerken
De sporen meten 6,5-8 x 5-6 micron. De wratjes zijn 0,6 micron hoog, soms verbonden en vormen zo onregematig netwerk.

## Verspreiding
In Nederland komt hij zeldzaam voor. Hij staat op de rode lijst in de categorie 'kwetsbaar'.